# Robert Jarni
Robert Jarni (Čakovec, Croàcia, 26 d'octubre de 1968) és un exfutbolista croata que va jugar a futbol i a futbol sala. Jugava de migcampista, extrem i lateral esquerre i va ser internacional amb Croàcia.

## Biografia
Jarni va començar a jugar a futbol al NK Cakovec, el club de la seva ciutat. No obstant això, posteriorment va ser fitxat pel Hajduk Split al juny de 1985. Al febrer de l'any següent, Jarni va debutar professionalment al Hajduk, on va jugar fins a 1991, quan va arribar la seva marxa a l'AS Bari de la Sèrie A italiana. Després de les seves bones actuacions, va ser transferit al Torino FC, i posteriorment a la Juventus FC, el 1993 i 1994 respectivament.
Al juny de 1995 va començar la seva etapa més brillant com futbolista, en ser fitxat pel Reial Betis, club espanyol de la ciutat de Sevilla, que aleshores militava a Primera Divisió. A Sevilla hi va passar 3 temporades, en què jugà 98 partits i convertí 20 gols, una xifra destacable per a un lateral. Després d'estar sis mesos al Coventry City FC anglès, va fitxar pel Reial Madrid el 1998, on va jugar-hi un any.
Al final d'aquella temporada, Jarni va passar a la UD Las Palmas, de la Segona Divisió Espanyola, amb el qual aconseguiria l'ascens a Primera. El 2001 va ser traspassat al Panathinaikos FC de Grècia, que seria el seu últim club, ja que va decidir retirar-se una vegada consumada l'eliminació croata en el Mundial de Corea-Japó 2002.
Des de la seva retirada s'ha iniciat en la parcel·la tècnica del futbol, actuant com a segon entrenador del Hajduk Split i accedint a la titularitat de la banqueta d'aquest club al novembre de 2007, després de la dimissió de Sergio Kresic.

### Selecció
Jarni es va retirar com el jugador de la selecció croata amb més participacions internacionals de tots els temps, amb 81 convocatòries. Ha estat un dels pocs jugadors que han representat a dos països: Va jugar amb l'extinta Iugoslàvia el 1990, i amb Croàcia en l'Eurocopa de 1996, en el Mundial de França 1998 i en el Mundial de Corea-Japó 2002.
Amb la selecció de Croàcia solament va marcar dos gols, un d'ells contra Alemanya (3-0) en els quarts de final de França'98. També va ser internacional en 7 ocasions amb la selecció de l'antiga Iugoslàvia.

## Clubs
- Hajduk Split - (Croàcia) 1986 - 1991
- AS Bari - (Itàlia) 1991 - 1993
- Torino - (Itàlia) 1993 - 1994
- Juventus FC - (Itàlia) 1994 - 1995
- Reial Betis - (Espanya) 1995 - 1998
- Coventry City FC - (Anglaterra) 1998
- Reial Madrid - (Espanya) 1998 - 1999
- UD Las Palmas - (Espanya) 1999 - 2001
- Panathinaikos FC - (Grècia) 2001 - 2002

## Palmarès

### Campionats internacionals
- 1 Copa Intercontinental (Reial Madrid, 1998)

### Campionats nacionals
- 1 Lliga Italiana (Juventus FC, temporada 1994/1995)
- 1 Copa Italiana (Juventus FC, temporada 1994/1995)
- 1 Copa Croata (Hajduk Split, temporada 1990/1991)

## Participacions en Copes del Món
Robert Jarni és l'únic jugador que va participar en els 10 partits en els quals la seva selecció va disputar en els Mundials de 1998 i 2002, participant també en els 4 partits que va disputar Croàcia en l'Eurocopa de 1996. Va ser un dels motors que van impulsar a Croàcia a una gran tercera plaça en el Mundial de 1998

## Curiositats
El número 17, el seu dorsal en el Reial Betis, fou un símbol per a molts afeccionats que el van tenir com un ídol i aquesta és la raó per la qual jugadors com Joaquín escollissin eixe dorsal en honor de Robert Jarni.
Una vegada retirat del futbol va jugar a Futbol sala en el Hajduk Split, arribant a disputar la UEFA FutSal (Copa d'Europa de Futbol Sala), en la qual es va proclamar subcampió.
Al febrer de 2024, previ al partit d'eliminatoria de la Conference League entre el Dinamo de Zagreb i el Reial Betis, va ser acomiadat del seu càrrec de seleccionador de la selecció de Croacia sub-17 per unes declaracions en les quals es posicionava a favor de l'equip espanyol.